# Maj-Britt Nilsson

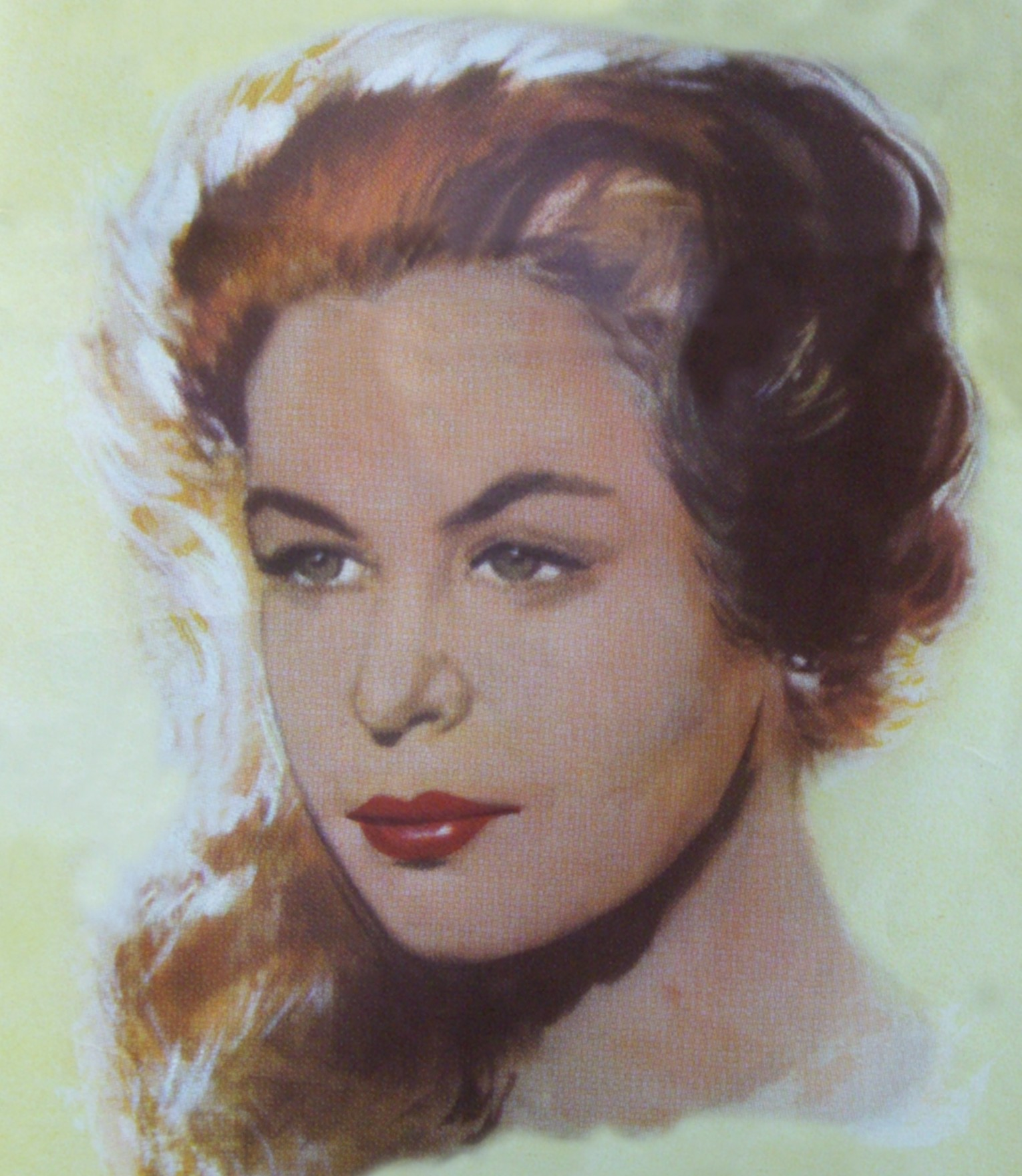
Maj-Britt Nilsson im Film „Und ewig singen die Wälder“, Illustration von Helmuth Ellgaard, 1959

Maj-Britt Nilsson (* 11. Dezember 1924 in Stockholm; † 19. Dezember 2006 in Cannes) war eine schwedische Schauspielerin.

## Leben und Karriere
Maj-Britt Nilsson besuchte zwischen 1944 und 1947 die Schauspielschule des Königlichen Dramatischen Theaters (Dramaten) und war anschließend bis 1951 an dieser bedeutendsten Bühne Stockholms engagiert. Von 1952 bis 1986 gehörte sie zum Ensemble des privaten Vasateatern in Stockholm.
Ihr Filmdebüt hatte Maj-Britt Nilsson bereits 1941 in einer kleinen Rolle als Schulmädchen gegeben. Ende der 1940er-Jahre galt sie als eine der vielversprechendsten Schauspielerinnen Schwedens, mit einer darstellerischen Bandbreite, die von einer leichten Filmkomödie wie Gustaf Molanders Det är min modell (1946) bis zu ihrer Rolle als Solange an der Seite von Anita Björk in einer Inszenierung von Jean Genets Bühnendrama Die Zofen (1948) reichte. International bekannt wurde Maj-Britt Nilsson durch ihre Hauptrollen in drei frühen Filmen Ingmar Bergmans, der „ihre brillante Mischung aus Verspieltheit und Ernsthaftigkeit“ schätzte. In dem Musiker-Drama An die Freude (1950) war sie die Violinistin Marta Olsson. In Einen Sommer lang (1951) spielte sie die Ballerina Marie, und in Sehnsucht der Frauen (1952) war sie eine von vier Schwägerinnen, die über ihr Leben reflektieren.
1955 drehte sie an der Seite von Karlheinz Böhm und Walter Giller den deutsch-schwedischen Film Schwedenmädel. 1959 und 1960 war sie in zwei österreichischen Filmen nach Motiven der „Björndal-Trilogie“ des norwegischen Schriftstellers Trygve Gulbranssen zu sehen: Und ewig singen die Wälder und Das Erbe von Björndal. Danach trat sie nur noch selten vor der Kamera in Erscheinung. Im Jahr 1977 drehte sie ihren letzten Film Bluff Stop.
In späteren Jahren spielte sie fast ausschließlich auf der Bühne und hier besonders in Komödien. Neil Simon war ihrer Meinung nach ebenso schwierig zu spielen wie Henrik Ibsen.
Maj-Britt Nilsson war von 1945 bis 1949 mit dem Schauspieler Anders Börje (1920–1982) und von 1951 bis zu ihrem Tod mit dem Regisseur Per Gerhard (1924–2011) verheiratet. Mit Gerhard zog sie sich Mitte der 1980er-Jahre nach Südfrankreich zurück, wo sie 2006 in einem Krankenhaus starb.

## Filmografie (Auswahl)
- 1941: Tänk, om jag gifter mig med prästen
- 1945: Resan bort
- 1946: Det är min modell
- 1947: Maria
- 1949: Straße der Sünde (Gatan)
- 1949: Flickan från tredje raden
- 1949: Sjösalavår
- 1950: An die Freude (Till glädje)
- 1951: Einen Sommer lang (Sommarlek)
- 1952: Sehnsucht der Frauen (Kvinnors väntan)
- 1952: Es geschah aus heißer Jugendliebe (För min heta ungdoms skull)
- 1953: Vi tre debutera
- 1953–1954: Foreign Intrigue (Fernsehserie, 2 Folgen)
- 1955: Vildfåglar
- 1955: Schwedenmädel (Sommarflickan)
- 1956: Litet bo
- 1956: Egen ingång
- 1956: Flickan i frack
- 1956: Was die Schwalbe sang
- 1958: Jazzgossen
- 1959: Und ewig singen die Wälder
- 1960: A Matter of Morals
- 1960: Das Erbe von Björndal
- 1961: Engel bleiben – aber schwer (Lita på mej älskling)
- 1963: Skilsmässa (Fernsehfilm)
- 1971: I själva verket är det alltid något annat som händer (Fernsehfilm)
- 1974: En enkel melodi
- 1974: Bibban 49 (Fernsehfilm)
- 1977: Bluff Stop